# 滁州市博物馆
滁州市博物馆（简称滁州博物馆）是位于中华人民共和国安徽省滁州市的一座博物馆，建筑面积19,600平方米。滁州博物馆有馆藏品2,221件，包括一级文物6件，二级文物15件，三级文物243件。
2024年8月，入选第五批国家二级博物馆。